# Veronica dagestanica
Veronica dagestanica är en grobladsväxtart som beskrevs av Ernst Rudolf von Trautvetter. Veronica dagestanica ingår i släktet veronikor, och familjen grobladsväxter. Inga underarter finns listade i Catalogue of Life.